# گرداره
گِرداَرّه (نام علمی: Helicoprion) نام یک سرده از تیره آگاسیزدندانان است.

## نگارخانه

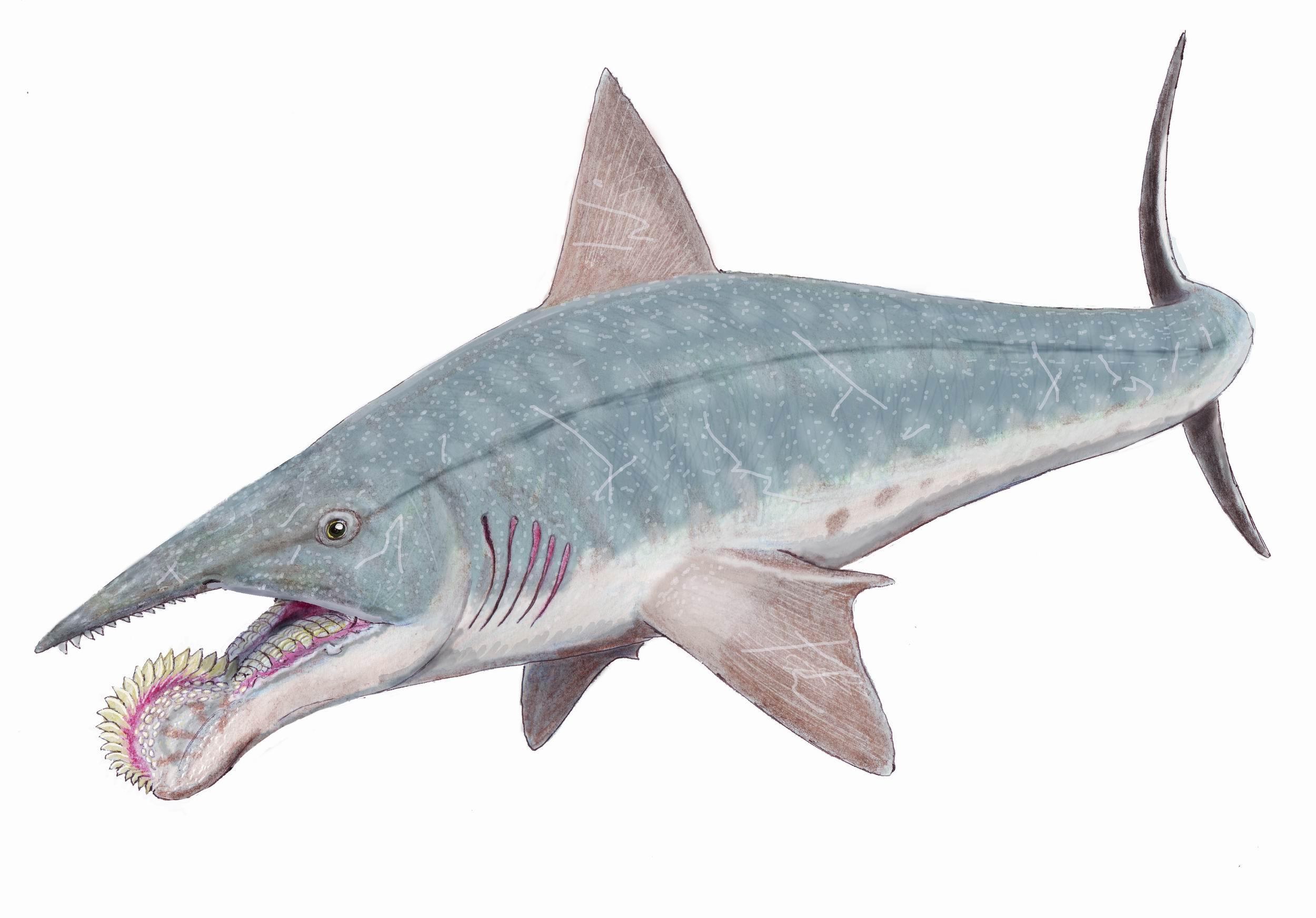
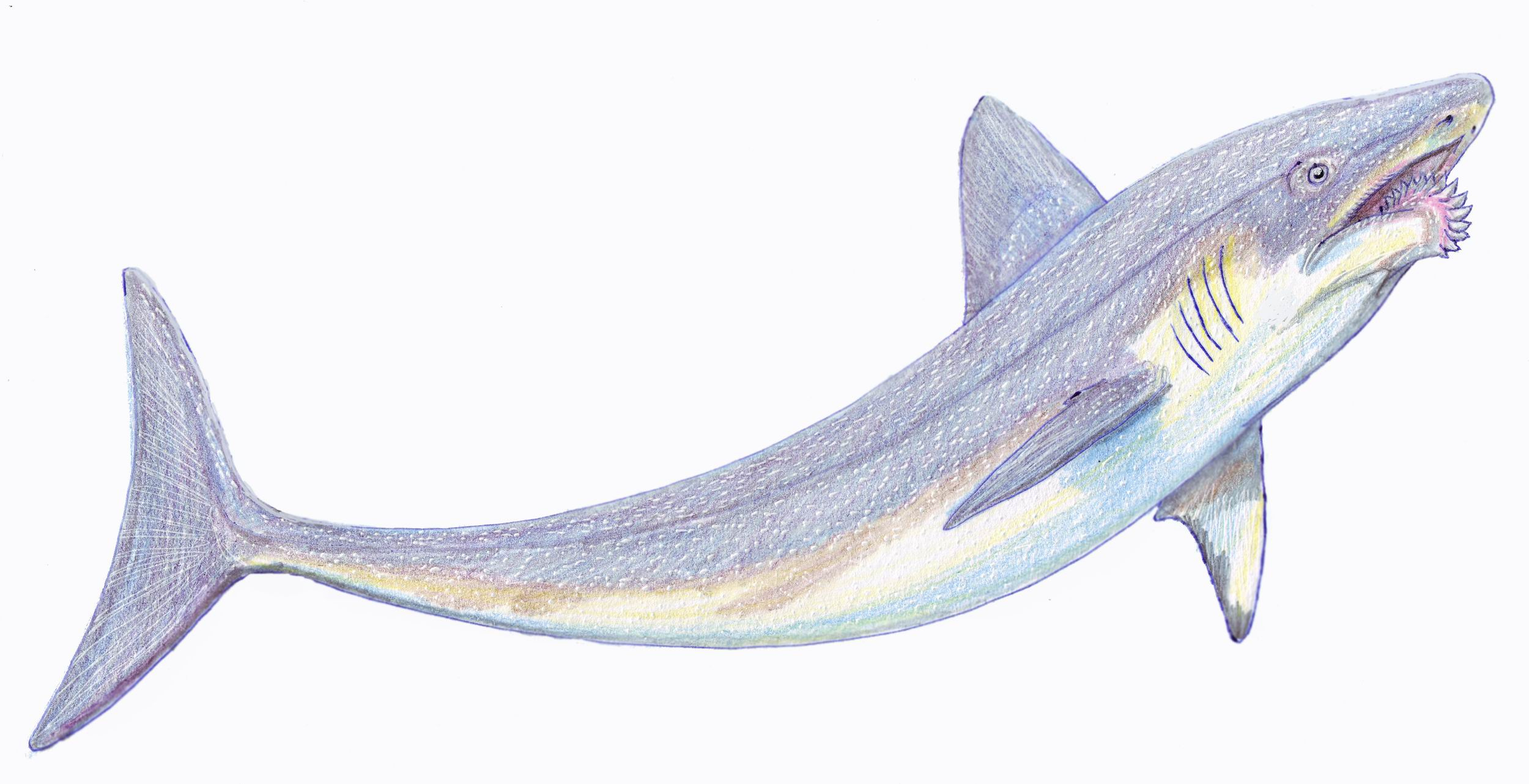
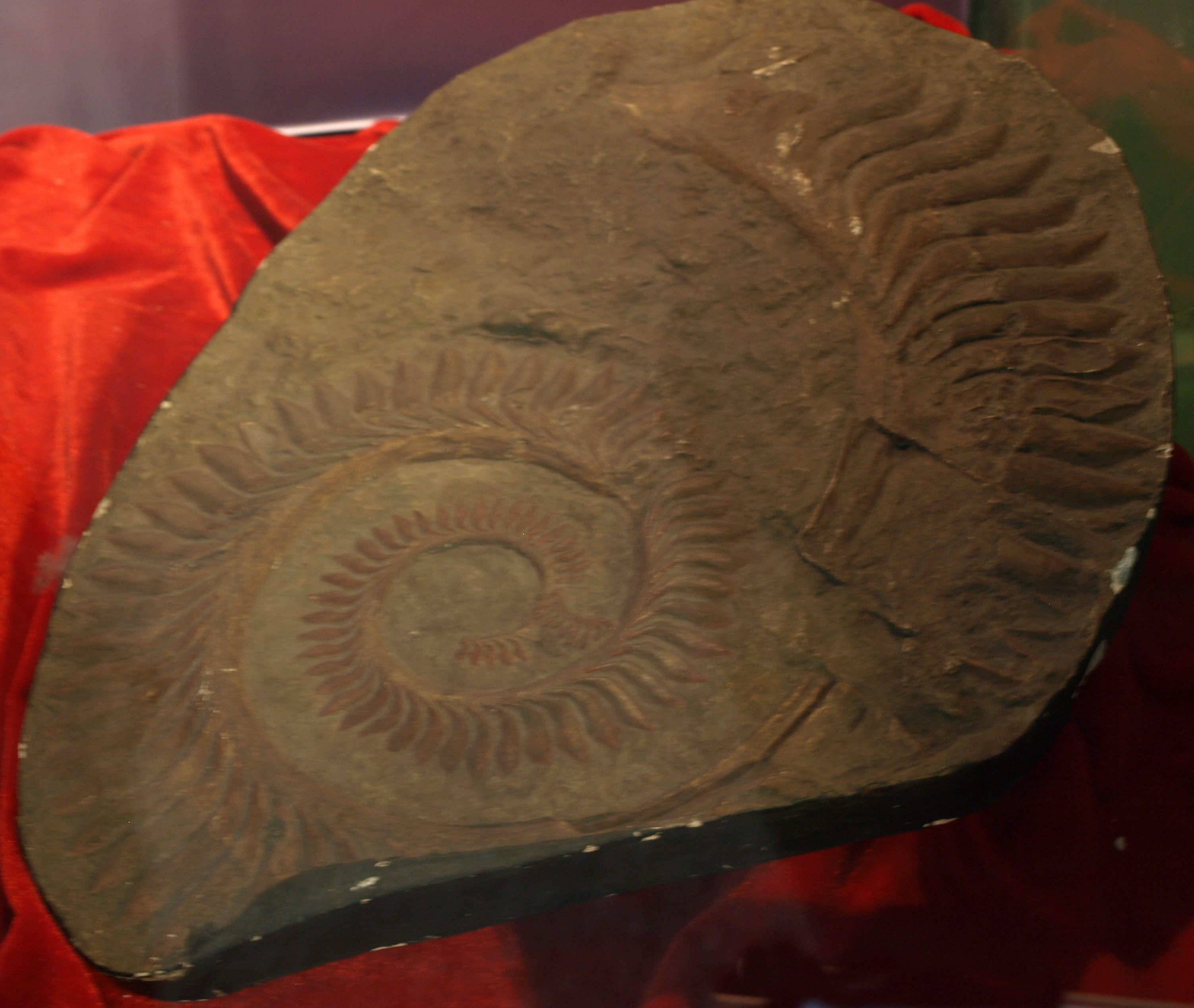
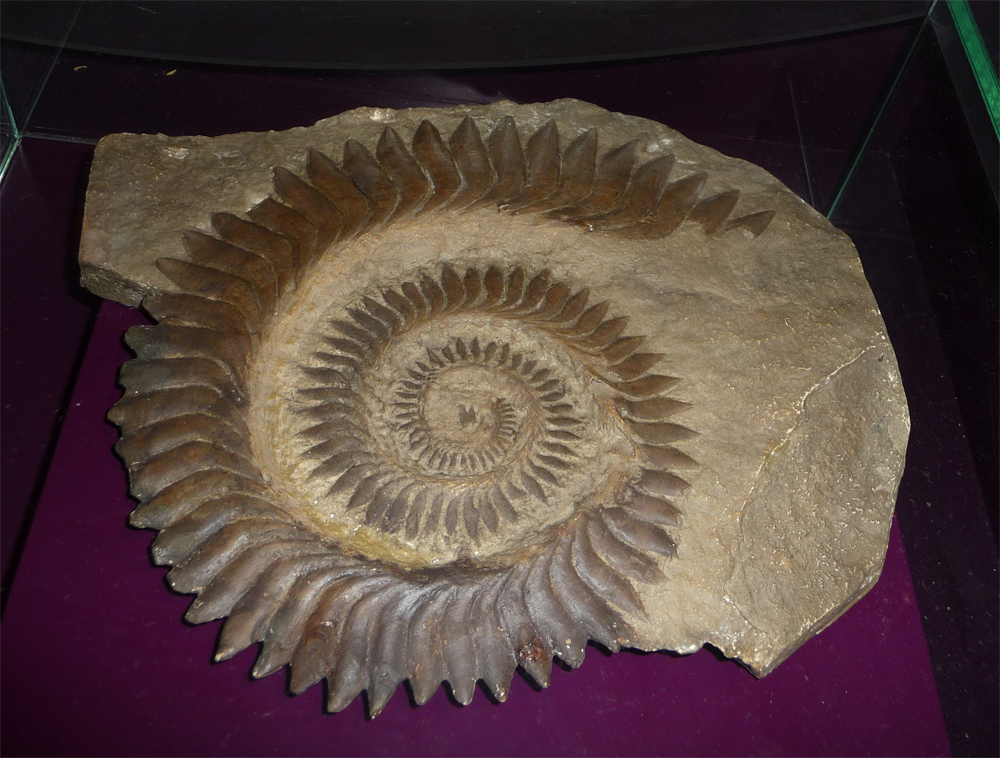